# Alberto Garzón Espinosa
Alberto Garzón Espinosa (Logronyo, 9 d'octubre de 1985) és un polític i economista espanyol, coordinador federal d'Esquerra Unida des de 2016. Fou investigador a la Universitat Pablo de Olavide de Sevilla, i membre del col·lectiu Economía crítica y crítica de la economía. Des de les eleccions generals de 2011 és diputat al Congrés, entre gener del 2020 i novembre de 2023 fou Ministre de Consum del Govern d'Espanya per Unides Podem. Va deixar la política institucional el novembre de 2023, després de la investidura de Pedro Sánchez resultant de les eleccions generals de 2023.

## Biografia
Membre de la Unió de Joventuts Comunistes d'Espanya i militant d'Izquierda Unida des de 2003, Garzón és llicenciat en Economia per la Universitat de Màlaga, màster en Economia Internacional i Desenvolupament per la Universitat Complutense de Madrid També és membre d'ATTAC (organització que promou el control democràtic dels mercats financers).
El 2 d'octubre de 2011 va ser triat per encapçalar la llista d'Izquierda Unida-Los Verdes-Convocatoria por Andalucía per Màlaga per les eleccions generals de 2011, i resultà elegit diputat, resultant el diputat més jove del congrés en aquesta legislatura. El 29 de novembre, dia en què van acudir al Congrés per acreditar-se com a membres del Parlament resultant de les eleccions generals del mateix mes, Garzón i el seu company de files Cayo Lara (líder de la coalició) renuncien al sistema de pensions privat que se'ls concedeix a cadascun dels membres del Congrés.

### Coordinador general d'Esquerra Unida
Alberto Garzón fou escollit coordinador general d'Esquerra Unida el 5 de juny de 2016 després d'haver aconseguit l'aval de les bases d'IU per més d'un 70% dels vots, rellevant Cayo Lara.
Diputat al Congrés, entre gener del 2020 i novembre de 2023 fou Ministre de Consum del Segon Govern de Pedro Sánchez. Va deixar la política institucional el 17 novembre de 2023, després de la investidura de Pedro Sánchez resultant de les eleccions generals de 2023. i el maig de 2024, a la XIII Assemblea Federal d'IU Antonio Maíllo va obtenir el 53,4% dels vots de la militància, superant la ministra Sira Rego.

## Publicacions
Alberto Garzón ha col·laborat en l'elaboració dels següents documents:
- 2009 - La crisis financiera. Guía para entenderla y explicarla. - Juan Torres López i Alberto Garzón.
- 2009 - La crisis de las hipotecas basura. ¿Por qué se cayó todo y no se ha hundido nada? - Juan Torres López i Alberto Garzón. Editorial Sequitur & ATTAC España.

Alberto Garzón és autor de les següents publicacions:
- 2010 - ¿Están en peligro las pensiones públicas? - Vicenç Navarro, Juan Torres López i Alberto Garzón. Editorial Attac España.
- 2011 - Hay alternativas - Vicenç Navarro, Juan Torres López i Alberto Garzón. Editorial Sequitur & Attac España. Descàrrega lliure del llibre des de l'editorial Sequitur.[12]
- 2015 - Momentum. Entrevistas a: Pablo Iglesias, Ada Colau, Alberto Garzón y David Fernàndez - Orencio Osuna. Icaria editorial.